# Vallum Sø
Vallum Sø är en sjö på Jylland i Danmark.   Den ligger öster om Ryomgård i Syddjurs kommun i Region Mittjylland, 150 km nordväst om Köpenhamn. Vallum Sø ligger 6 meter över havet.